# Двориште (Голубац)
Двориште је насеље у Србији у општини Голубац у Браничевском округу. Према попису из 2022. било је 164 становника.

## Демографија
У насељу Двориште живи 253 пунолетна становника, а просечна старост становништва износи 46,6 година (45,5 код мушкараца и 47,6 код жена). У насељу има 114 домаћинстава, а просечан број чланова по домаћинству је 2,68.
Становништво у овом насељу веома је нехомогено, а у последња три пописа, примећен је пад у броју становника.
|  |

| Демографија | Демографија | Демографија |
| Година      | Становника  | Становника  |
| ----------- | ----------- | ----------- |
| 1948.       | 725         |             |
| 1953.       | 747         |             |
| 1961.       | 727         |             |
| 1971.       | 679         |             |
| 1981.       | 590         |             |
| 1991.       | 532         | 400         |
| 2002.       | 305         | 487         |
| 2011.       | 245         |             |

| Етнички састав према попису из 2002.‍ | Етнички састав према попису из 2002.‍ | Етнички састав према попису из 2002.‍ | Етнички састав према попису из 2002.‍ | Етнички састав према попису из 2002.‍ |
| ------------------------------------ | ------------------------------------ | ------------------------------------ | ------------------------------------ | ------------------------------------ |
|                                      |                                      |                                      |                                      |                                      |
| Власи                                | Власи                                |                                      | 181                                  | 59,34%                               |
| Срби                                 | Срби                                 |                                      | 91                                   | 29,83%                               |
| Југословени                          | Југословени                          |                                      | 10                                   | 3,27%                                |
| Румуни                               | Румуни                               |                                      | 1                                    | 0,32%                                |
| Бугари                               | Бугари                               |                                      | 1                                    | 0,32%                                |
| непознато                            | непознато                            |                                      | 10                                   | 3,27%                                |

| Година пописа     | 1948. | 1953. | 1961. | 1971. | 1981. | 1991. | 2002. |
| ----------------- | ----- | ----- | ----- | ----- | ----- | ----- | ----- |
| Број домаћинстава | 147   | 158   | 161   | 149   | 136   | 123   | 114   |

| Број чланова      | 1  | 2  | 3  | 4  | 5 | 6 | 7 | 8 | 9 | 10 и више | Просек |
| ----------------- | -- | -- | -- | -- | - | - | - | - | - | --------- | ------ |
| Број домаћинстава | 25 | 44 | 15 | 16 | 3 | 9 | 2 | 0 | 0 | 0         | 2,68   |

| Пол    | Укупно | Неожењен/Неудата | Ожењен/Удата | Удовац/Удовица | Разведен/Разведена | Непознато |
| ------ | ------ | ---------------- | ------------ | -------------- | ------------------ | --------- |
| Мушки  | 129    | 32               | 77           | 15             | 5                  | 0         |
| Женски | 139    | 16               | 74           | 40             | 5                  | 4         |
| УКУПНО | 268    | 48               | 151          | 55             | 10                 | 4         |

| Пол    | Укупно                    | Пољопривреда, лов и шумарство | Рибарство                            | Вађење руде и камена | Прерађивачка индустрија       |
| ------ | ------------------------- | ----------------------------- | ------------------------------------ | -------------------- | ----------------------------- |
| Мушки  | 69                        | 45                            | 0                                    | 6                    | 6                             |
| Женски | 17                        | 11                            | 0                                    | 1                    | 2                             |
| УКУПНО | 86                        | 56                            | 0                                    | 7                    | 8                             |
| Пол    | Производња и снабдевање   | Грађевинарство                | Трговина                             | Хотели и ресторани   | Саобраћај, складиштење и везе |
| Мушки  | 2                         | 2                             | 1                                    | 3                    | 2                             |
| Женски | 0                         | 0                             | 2                                    | 0                    | 0                             |
| УКУПНО | 2                         | 2                             | 3                                    | 3                    | 2                             |
| Пол    | Финансијско посредовање   | Некретнине                    | Државна управа и одбрана             | Образовање           | Здравствени и социјални рад   |
| Мушки  | 0                         | 0                             | 0                                    | 1                    | 0                             |
| Женски | 0                         | 0                             | 0                                    | 1                    | 0                             |
| УКУПНО | 0                         | 0                             | 0                                    | 2                    | 0                             |
| Пол    | Остале услужне активности | Приватна домаћинства          | Екстериторијалне организације и тела | Непознато            | Непознато                     |
| Мушки  | 0                         | 0                             | 0                                    | 1                    | 1                             |
| Женски | 0                         | 0                             | 0                                    | 0                    | 0                             |
| УКУПНО | 0                         | 0                             | 0                                    | 1                    | 1                             |